# Fjällåsjön
Fjällåsjön är en sjö i Marks kommun i Västergötland och ingår i Ätrans huvudavrinningsområde.